# Dridu (gmina)
Dridu – gmina w Rumunii, w okręgu Jałomica. Obejmuje miejscowości Dridu i Dridu-Snagov. W 2011 roku liczyła 3551 mieszkańców. 